# Comité de quartier
Pour les articles homonymes, voir CIQ et CIL.
Un comité de quartier, ou comité d'intérêt de quartier (CIQ), association d’habitants, et comité d'intérêt local (CIL) en France, ou comité de citoyens au Québec, est une association à but non lucratif, servant d'interlocuteur entre les habitants d'un quartier et les élus locaux.
Leur champ d'activité concerne, non pas la défense d'intérêts particuliers, mais les questions d'intérêt général : voirie, circulation, propreté, voisinage, etc.
Leur organisation, rôle et activités peuvent différer d'un quartier ou d'une ville à l'autre. Ils contribuent notamment à la question de la démocratie participative et peuvent tenir un rôle politique de revendication et de proposition, et d'action. Ils sont parfois aussi des lieux d'éducation populaire proposant la participation des citoyens à l'élaboration des décisions qui les concernent.
Ce sont des lieux d'expérimentation de formes ou de contributions pour un renouveau de la démocratie, à l'heure où certaines élections connaissent des taux majoritaires d'abstention.

## Dénomination et organisation

### France
Des comités de quartier n'existent pas systématiquement dans toutes les villes de France.
D'autre part leur nom peut différer d'une ville à l'autre. 
Ils sont par exemple appelés :
- Comité de quartier, à Tours, La Rochelle, Roubaix ou Épernay par exemple.
- Comité d'intérêt local (CIL), à Toulon ou Lyon.
- Comité d'intérêt de quartier (CIQ), à Marseille ou Épinal.
- Associations d'habitants.

#### À Marseille
Les comités de quartiers datent de la fin du XIXe siècle, le plus ancien étant celui du quartier de Saint Barnabé, créé en 1886 .
- le comité de quartier Arenc-Villette 13003 https://ciq-arenc-villette.blogspot.com/ ;
- le comité d'intérêt de quartier de Saint-Giniez Prado Plage 13008, créé le 2 septembre 1902 https://ciq-saint-giniez-prado-plage.fr/;
- le comité de quartier de Saint Mauront 13003 ;
- le comité de quartier de la Belle de Mai 13003  ;
- le comité de quartier Boulevard National et rues adjacentes 13003  ;
- le comité de quartier Saint Lazare Racatti 13003 ;
- Les comités (262 sur le département des Bouches-du-Rhône représentant 5500 administrateurs) sont regroupés par fédérations d'arrondissements (19) elles-mêmes regroupées au sein de la Confédération générale des Comités d’Intérêt de Quartier de Marseille et des Communes environnantes.

#### À Roubaix
Les comités de quartier à Roubaix créés autour de 1970 ont aussi initié les métiers d'habitants, dont les Permanents-Habitants chargés d'animer l'association et de monter (ou coordonner) des actions. Ils sont subventionnés par un fonds dit « Les Moyens Propres aux Habitants » (financé par la Ville de Roubaix et la Région Nord-Pas-de-Calais) et sollicitent des moyens publics divers. On peut citer comme association dite Comité de quartier, à Roubaix : 
- le comité de quartier Épeule-Alouette-Trichon ;
- le comité de quartier ECHO (Entrepont, Cartigny, Hutin, Oran) ;
- le comité de quartier Sartel Carihem ;
- le comité de quartier Justice ;
- le comité de quartier Sainte-Élisabeth ;
- le comité de quartier du Nouveau Roubaix ;
- le comité de quartier de l'Hommelet dont les principales actions reconnues sont le collectif contre l'abstention électorale Je pense donc je vote[2], le festival l'Hestival[3], un videoblog citoyen[4], la création de jardins partagés collectifs pour les habitants, la commande de la première œuvre d'art contemporain le Discobolos[5] de Wim Delvoye dans le cadre des Nouveaux commanditaires, et la mobilisation pour résoudre les problemes du quartier ;
- le comité de quartier du Cul de Four ;
- le comité de quartier des Hauts-Champs
- le comité de quartier de l'Alma (fondateur du mouvement dans les années 70, a fermé ses portes faute de moyens, et à la suite d'un incendie) recréé depuis 2014.
- le comité de quartier des Trois Ponts (n'existe quasiment plus dans ce quartier à l'habitat social et collectif), recréé depuis 2014.
- le comité de quartier du Pile (s'est fermé à la suite des difficultés financières occasionnées par la mairie de Roubaix qui a drastiquement réduit la subvention vitale), recréé depuis 2014.
- le comité de quartier Moulin Potennerie http://moulinpotennerie.eklablog.com/
- le comité de quartier Freysnoy mackelerie http://www.cqfm-roubaix.org/

Les Comités de quartier roubaisiens ont été réunis par une association appelée Association Inter-quartier de Roubaix (A.I.R).

#### Liens entre les comités
Les Comités de quartiers sont parfois regroupés en fédérations et confédérations. 
La Confédération générale des Comités d'intérêt de quartiers de la ville de Marseille et des communes environnantes regroupe par exemple 19 fédérations, composées de 260 comités, comptant au total plus de 110 000 adhérents, dont 5 500 administrateurs.

Le CARNACQ (CARrefour National des Associations d'habitants et des Comités de Quartiers) fondé en 1976 par les associations de quartier de Grenoble, Lyon, Marseille et Paris, réunit des unions, fédération d’associations ou comités de quartier de communes réparties sur le territoire français, afin d’échanger sur la place des habitants dans la démocratie locale et de mutualiser leurs expériences.

### Québec
Au Québec, ils sont appelés Comités de citoyens.

### Espagne
Dans quasiment chaque village et quartier de ville, les comités de quartier s'appellent des Associations de Voisins, Asociación de vecinos (es) (AAVV) en Espagne. Les militants se définissent comme faisant par au « mouvement vicinal ». Leur territoire d'action peut être la ville, le quartier, un groupe d'habitation ou toute autre forme urbaine. Elles sont pour but d'améliorer la qualité de la vie, que ce soit dans l'urbanisme, l'éducation, la mobilité, le transport, la santé, l'environnement, les libertés sociales, etc. Ce mouvement vicinal est reconnu pour une part importante de lutte contre la dictature franquiste depuis 1968.
Ces associations de voisins espagnoles se sont regroupées en confédérations régionales, puis en Union Nationale des Confédération Régionales (UECAV) pour travailler sur des lois du pays.

## Histoire
Ils existent depuis la fin du XIXe siècle à Marseille, ou à Lyon et disposent parfois d'une très forte reconnaissance des habitants et légitimité vis-à-vis des élus locaux.
Leur émergence est souvent spontanée et liée à des revendications en termes d’équipements publics ou à la contestation de mutations urbaines, mais peuvent aussi trouver leur origine dans des groupes de loisir.
Dans le cas de Marseille, les quartiers de la ville étant pour la plupart d'anciens villages, ces Comités de Quartier ont permis aux quartiers de garder un minimum d'indépendance et font partie des facteurs qui ont conservé une forte vie de quartier dans cette ville.

### Comités de quartier de Roubaix
Les luttes urbaines pour un habitat décent sont à l’origine des comités de quartier de Roubaix. De formes et d’origines diverses à travers le monde, ce syndicalisme est ici issu de la lutte des mouvements catholiques sociaux contre l’habitat insalubre en courées. La naissance à Roubaix en 1943 du premier comité interprofessionnel du logement (CIL) à l’origine du 1 % patronal a précipité l’engagement de militants JOCistes et d’ACO en faveur de cette grave question sociale. Les associations populaires familiales (APF) en particulier, furent les instigateurs d’une forme locale du syndicalisme du cadre de vie qui plaçait l’habitant au centre de la lutte pour l’amélioration des conditions de vie de son foyer (calcul des surfaces corrigées de la loi de 1948). Les femmes jouèrent à Roubaix un rôle de premier plan, notamment celles dont le statut social de “mère au foyer” barrait l’accès aux formes traditionnelles du syndicalisme ouvrier. Le colloque sur les courées de 1969 et la création de l’Atelier Populaire d’Urbanisme de l’Alma-Gare (APU) représente l’apogée locale du mouvement des luttes urbaines. C’est dans le quartier de l’Alma qu’une nouvelle forme de concertation habitante verra le jour. Ayant pour objet le “quartier” et dépassant progressivement la stricte revendication d’un logement décent, celle-ci réclame à l’État les moyens d’une amélioration des conditions de vie quotidienne (équipements, travailleurs sociaux “habitants, etc). Quelques maoïstes rejoindront les militants de la première heure et les jeunes cadres locaux des APF devenues la Confédération syndicale du cadre de vie (CSCV). L’aventure de l’APU Alma-Gare aura un retentissement international au point d’être présentée parmi les expériences « étrangères » lors du carrefour “Vie de quartier et développement de la vie associative” tenu à Roubaix le 2 juin 1979 dont le compte rendu fait office d’acte de naissance des comités de quartier. Notons que les comités de quartiers se sont généralisés dans les quartiers populaires lorsque les premières associations loi de 1901 de ce type naissent sur ce terreau militant fertile à partir de 1977. Cette impulsion, jusqu’alors inédite malgré une municipalité socialiste “aux affaires” à Roubaix depuis 1912, est l’œuvre du jeune maire Pierre Prouvost et de son adjoint à la vie de quartier : Marc Vandewynckele

## Liens et concurrences avec les conseils de quartier
Les institutionnels ont créé la loi du 27 février 2002, dite loi Vaillant, imposant la création, dans les communes de 80 000 habitants ou plus, de conseils de quartier aux statuts réglementés.